# Alkoven
Alkoven è un comune austriaco di 5 808 abitanti nel distretto di Eferding, in Alta Austria.

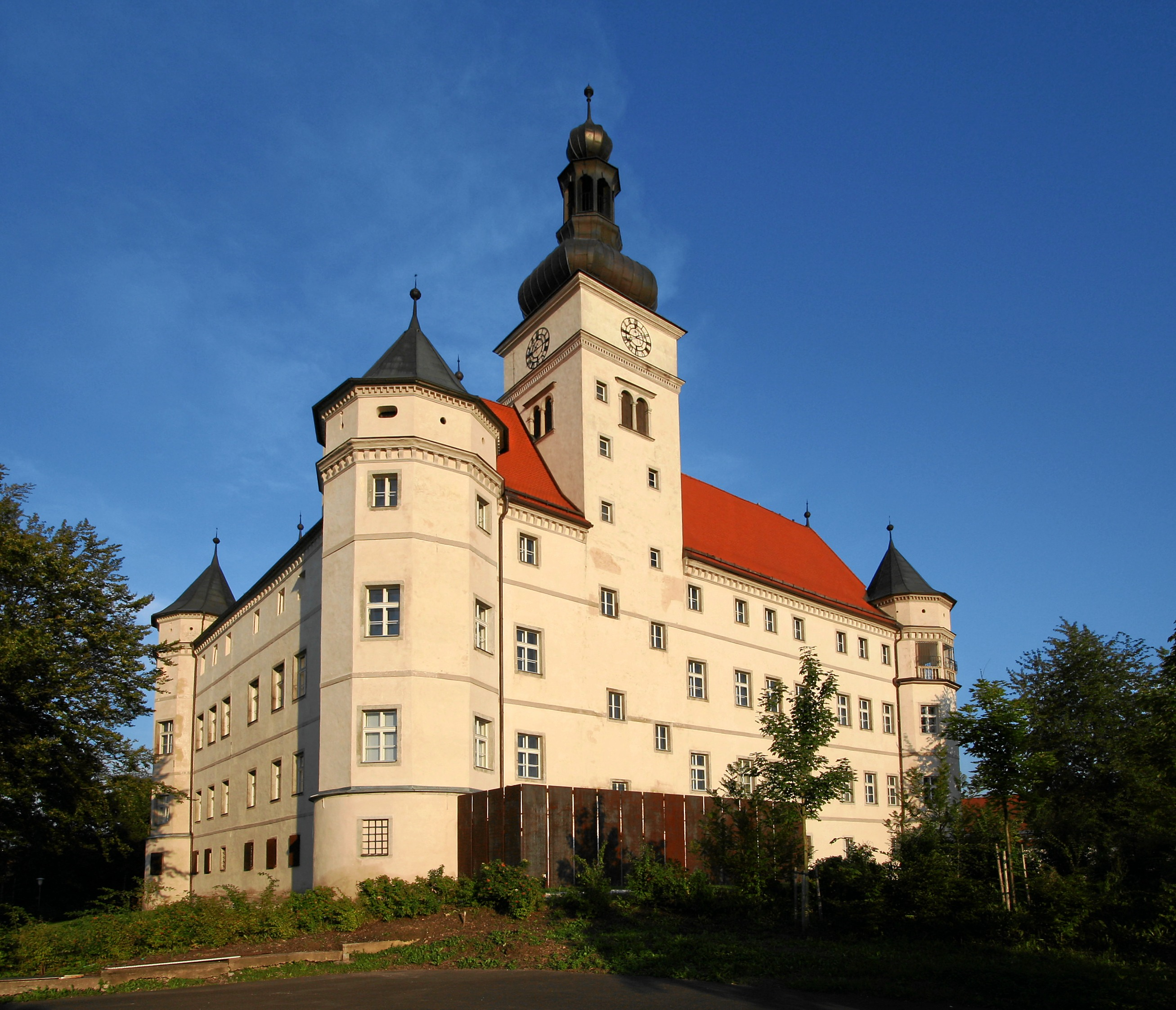
Il castello di Hartheim

Alla perifieria del paese sorge il castello di Hartheim, che durante il periodo nazista è stato uno dei campi di sterminio dell'Aktion T4, il programma di eutanasia nazionalsocialista.